# Blepharis glomerans
Blepharis glomerans är en akantusväxtart som beskrevs av Raymond Benoist. Blepharis glomerans ingår i släktet Blepharis och familjen akantusväxter. Inga underarter finns listade i Catalogue of Life.